# Bão Vamei (2001)
Bão nhiệt đới Vamei (còn được gọi là bão Vamei) là một xoáy thuận nhiệt đới trong khu vực Tây Bắc Thái Bình Dương hình thành gần xích đạo hơn bất kỳ xoáy thuận nhiệt đới nào khác được ghi nhận. Cơn bão cuối cùng của mùa bão Thái Bình Dương 2001 , Vamei phát triển vào ngày 26 tháng 12 ở 1,4 ° N trên Biển Đông . Nó mạnh lên nhanh chóng và đổ bộ dọc theo cực đông nam Bán đảo Malaysia . Vamei nhanh chóng suy yếu thành một vùng thấp còn sót lại so với Sumatra vào ngày 28 tháng 12, và những tàn tích cuối cùng được tổ chức lại ở Bắc Ấn Độ Dương. Sau đó, cơn bão lại gặp phải sức gió mạnh và tan vào ngày 1 tháng 1 năm 2002.
Mặc dù Vamei được phân loại chính thức là một cơn bão nhiệt đới , cường độ của nó vẫn còn nhiều tranh cãi; một số cơ quan phân loại nó là bão cuồng phong , dựa trên sức gió duy trì 120 km / h (75 dặm / giờ) , gió giật lên tới 195 km/h đo được ở tàu Hải quân Hoa Kỳ và sự xuất hiện của một con mắt . Cơn bão đã mang lũ lụt và lở đất đến phía đông Bán đảo Malaysia, gây thiệt hại 3,6 triệu USD (2001  USD , 5,26 triệu USD 2021 USD) và 5 người chết.

## Cấp bão
Cấp bão (Việt Nam): Bão nhiệt đới
Cấp bão (Nhật Bản): Bão nhiệt đới
Cấp bão (Hoa Kỳ - Mỹ): Bão cuồng phong cấp 1
Cấp bão Malaysia: Bão cuồng phong

## Lịch sử khí tượng
Ngày 26/12/2001, Áp thấp nhiệt đới mang số hiệu 32W hình thành tại địa điểm cách Singapore khoảng 370 km về phía Đông. Đây là hệ thống nhiễu động rất bất thường bởi phát triển trên một khu vực có vĩ độ rất thấp ngay sát phía Bắc xích đạo. Vị trí ban đầu có vĩ độ 1,5°B, đồng nghĩa chỉ cách xích đạo 157 km.

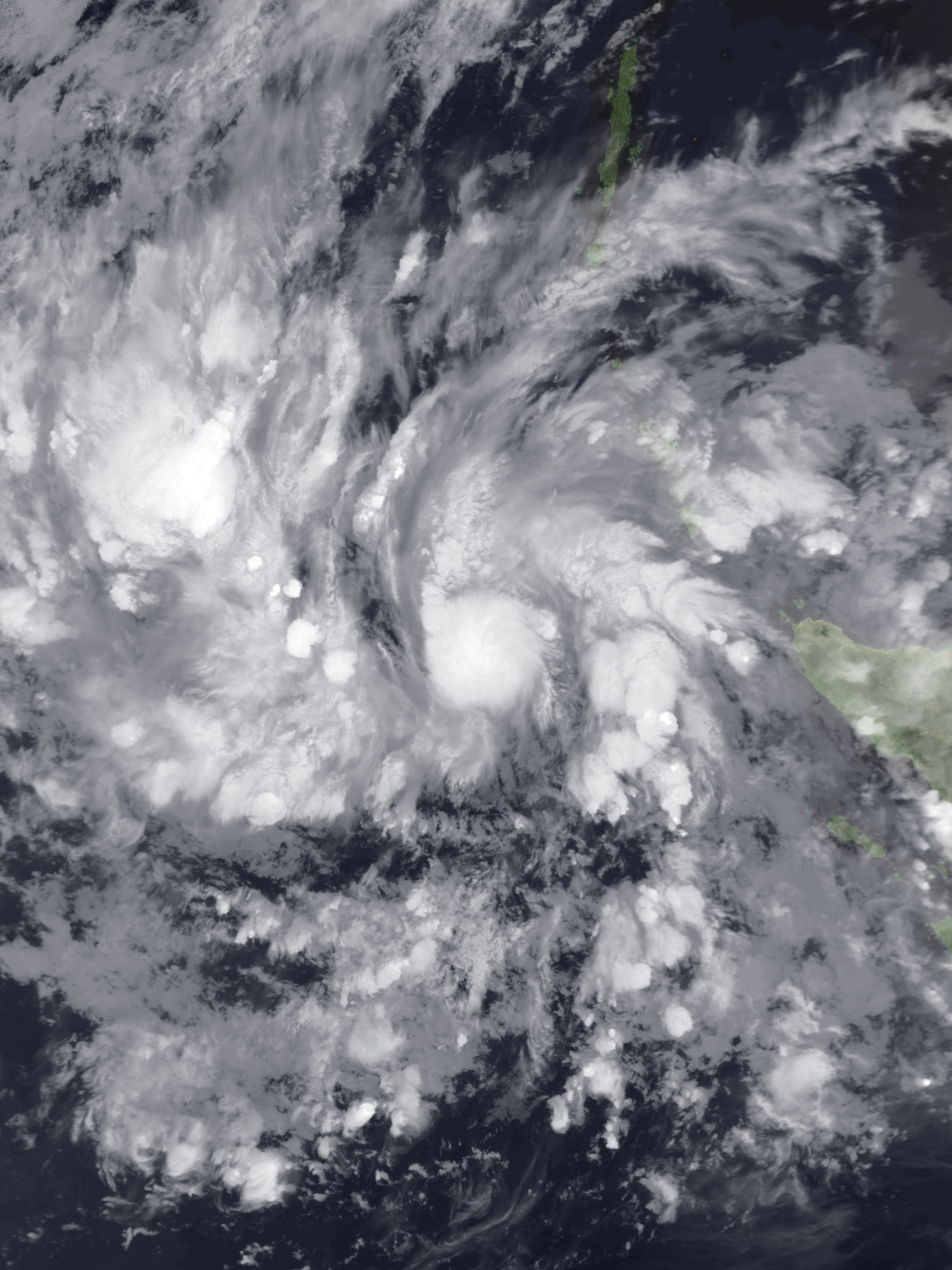
Bão Vamei trên Ấn Độ Dương

Ngày 27/12/2001, áp thấp nhiệt đới mạnh thành bão nhiệt đới, tên quốc tế Vamei, không lâu sau đã đổ bộ vào Malaysia. Đến ngày 29/12/2001, bão Vamei tiến vào Ấn Độ Dương với cấp độ áp thấp nhiệt đới và tan vào ngày 1/1/2002.
Thông thường, các cơn bão được gây ra có liên quan đến hiệu ứng Coriolis. Singapore gần xích đạo, luồng không khí không thể xoay tròn nên hầu như khu vực xung quanh vĩ tuyến 0 độ vốn không thể hình thành bão nhưng điều dị thường đã xảy ra. Vamei trở thành cơn bão có vị trí hình thành thấp nhất được ghi nhận trong lịch sử khí tượng về bão khu vực Tây Bắc Thái Bình Dương.

## Chuẩn bị và tác động
Nhà chức trách Singapore nhận thức rõ mối nguy hiểm từ cơn bão Vamei, hiện tượng thiên tai chưa từng ghi nhận ở quốc đảo này, đã nhanh chóng ứng phó kịp thời, giảm thiểu thấp nhất thiệt hại. Bão Vamei chủ yếu phá hủy cây cối và khiến nhiều chuyến bay hoạt động tại Sân bay Changi bị ảnh hưởng.

## Hậu quả và cứu trợ
Thời điểm đó, cơn bão dị thường Vamei đã khiến ít nhất 5 người thiệt mạng, thiệt hại về kinh tế khoảng 13,7 triệu đô la. Chính phủ Malaysia cũng đã nhanh chóng cứu trợ về tài chính, thuốc men, lương thực… giúp nhiều gia đình sớm ổn định cuộc sống.

## Tên bão bị khai tử
Vào năm 2004, sau gần 3 năm cơn bão Vamei hoành hành, tên gọi “Vamei” đã bị khai tử, đồng nghĩa nó trở thành cơn bão bị xóa tên và thay thế bằng Peipah bởi vị trí và quỹ đạo "độc nhất vô nhị" của nó.